# Бабич (фильм)
«Бабич» — российский кинофильм 2017 года. В фильме рассказывается о судьбе классика башкирской поэзии, общественно-политического деятеля, одного из членов первого Башкирского правительства Шайхзады Бабича. Фильм посвящён 100-летию образования Республики Башкортостан.
Работа над фильмом началась в 2016 году. Производством фильма занималась кинокомпания «Живая лента». Проект был реализован в рамках гранта Главы Башкортостана при поддержке Министерства культуры Республики Башкортостан. Премьера картины состоялась 19 апреля 2017 года в столице Башкортостана в городе Уфе в кинотеатре «Родина». 24 апреля 2017 года фильм вышел на экраны кинотеатров города Уфы, а 27 апреля 2017 года вышел в прокат в кинотеатрах других городов Республики Башкортостан.

## Краткое содержание
В фильме рассказывается о жизни и творчестве народного поэта, деятеля Башкирского национального движения и члена Правительства Башкурдистана — Шайхзады Мухаметзакировича Бабича (1895—1919). В основу фильма лежат подлинные исторические события 1914—1919 годов, которые разворачиваются на территории Башкортостана, в Оренбурге, Троицке и Челябинске.

## В ролях
| Актёр                | Роль                               |
| -------------------- | ---------------------------------- |
| Ильгиз Тагиров       | Шайхзада Бабич                     |
| Рамзиль Сальманов    | Ахмет-Заки Валидов                 |
| Радмир Абдуллин      | Габдельхай Иркабаев                |
| Салават Юлдашбаев    | Тухват Чэнэкэй                     |
| Касим Гирфанов       | Вадим Кылысов                      |
| Мурат Рафиков        | Хаернас Кабиров                    |
| Руслан Хайсаров      | Валиулла Муртазин-Иманский         |
| Артур Ишмухаметов    | Газиз Альмухаметов                 |
| Алина Галиева        | Сарвар Адигамова                   |
| Риф Сайфуллин        | отец Шайхзады — Мухаметзакир Бабич |
| Зугура Шарафетдинова | мать Шайхзады — Сажидабанат Бабич  |
| Фанис Рахметов       | Мажит Гафури                       |
| Шагит Хамматов       | Сахи Рахмати                       |
| Салават Нурисламов   | Закир Кадири                       |
| Ильмар Альмухаметов  | Зыя Камали                         |
| Айхылу Фаизова       | Ямиля Нафикова                     |
| Фархад Гайнетдинов   | Зариф Башири                       |
| Фаниль Карасурин     | Сабирьян Мустафин                  |
| Зульфир Басиров      | Галимджан Ибрагимов                |
| Вадим Хайруллин      | Сайфи Кудаш                        |
| Суфия Курбангалиева  | Магзума                            |
| Альбина Кашапова     | мать Сарвар Адигамовой             |
| Динар Тимиршаихов    | Габдулла Кариев                    |
| Роберт Елкибаев      | Амир Карамышев                     |
| Фиргат Гарипов       | Муллаян Халиков                    |
| Артур Кунакбаев      | Шариф Манатов                      |
| Азат Ярмуллин        | Ильдархан Мутин                    |
| Марат Зулькарнаев    | Сагит Мрясов                       |
| Фаниль Тулунгужин    | Юнус Бикбов                        |
| Ильгиз Минлиахметов  | Мстислав Кулаев                    |
| Александр Леушкин    | Борис Нимвицкий                    |
| Ильяс Карабулатов    | Мирсаид Султан-Галиев              |
| Антон Болдырев       | Самуил Цвиллинг                    |
| Артур Гайсаров       | кураист                            |

## Съёмочная группа
- Авторы сценария: Тансулпан Бабичева, Гульсясяк Саламатова
- Режиссёр: Булат Юсупов
- Оператор-постановщик: Дамир Гайткулов
- Художник-постановщик: Рустам Баймухаметов
- Композиторы: Ришат Сагитов
- Продюсеры: Леонид Филинов
- Звукорежиссёр: Гульнара Саитова